# Lenas pelare

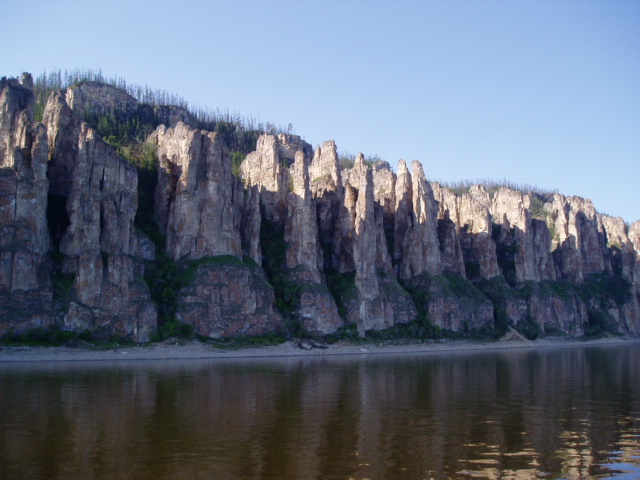
Pelarna sett från en flodbåt.

Lenas pelare (ryska: Ле́нские столбы́, tr. Lenskiye Stolby) är en naturlig bergsformation längs Lenas flodbanker i östra Sibirien. Pelarna är 150-300 meter höga, och formades i några av Kambriums havsområden. Området, numera nationalpark, ligger cirka 250 km, mindre än en dags båtresa, uppströms från staden Yakutsk, huvudstad i delrepubliken Sacha.

## Världsarvsstatus
Denna unika ekologiska och turismplats sattes 11 juli 2006 upp på Rysslands tentativa världsarvslista. 2012 fick platsen världsarvsstatus.

## Turism

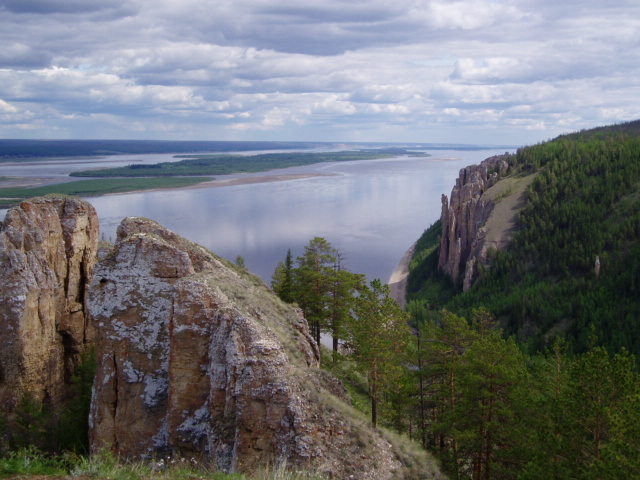
Vy med Ensamma jungfrun till höger i bilden.

Man kan planera en flodresa genom att kontakta en resebyrå i staden Yakutsk. De som är intresserade av limnologi eller ekoturism och andra som besöker Bajkalsjön kan samordna en flodtur med hjälp av en guide från Bajkalsjöregionen; man ska dock tänka på att Yakutsk är världens kallaste stad och platsen där flodkryssningarna utgår ifrån ligger omkring nära 150 mil nordost om Bajkalsjön.
Få moderna bekvämligheter existerar i denna del av världen (Sibirien), såvida man inte reser med kryssningsfartyg på floden Lena. Det finns inga vägar i närheten av pelarna. Vandringsleder i regionen är branta och ibland väldigt osäkra.

## Geologi
Själva pelarna består av alternerande vyer av sandsten, märgel, dolomit och skiffer från Kambrium, som har vittrat ner så att de producerar de skrovliga klippväggarna.
Denna typ av berg formas allmänt i marina miljöer och de horisontella lagren och vertikala variationerna visar på transgression/regression; där skiffret representerar den djupa marina skifferlerans metamorfism.